# Charlotte Wessels
Johanna Charlotte Wessels (Zwolle, 13 mei 1987) is een Nederlands zangeres en genoot bekendheid als leadzangeres van de symfonische metalband Delain.

## Biografie

### Jonge jaren
Als zangeres heeft Charlotte Wessels deel uitgemaakt van de band To Elysium en de rockopera Infernorama, van Manny van Oosten. Haar eigenaardige zangtalent wordt als volgt omschreven: "Haar karakteristieke stem geeft een sterke eigen identiteit. En haar rustige, popachtige geluid onderscheidt zich goed van de vaak hoge opera-achtige gothic-vocals uit het genre," zoals er over haar wordt gezegd.
Op 14-jarige leeftijd verzorgde ze de zang op het lied Embrace the Night van haar nicht DaY-már, een bekende Nederlandse hardcore-dj.

### Delain
Martijn Westerholt, de oprichter van Delain, ontmoette Charlotte (net 18 jaar oud) bij toeval. Ze woonde bij zijn ouders in de straat. Ze schreef eerst alleen teksten en zanglijnen voor hem en zong die voor zodat Westerholt wist waar de zang in de muziek zou passen. Hij was daar zo van onder de indruk dat hij Wessels heeft gevraagd of zij zich bij de band wilde aansluiten als hoofdvocaliste. Eerst had Westerholt de hoop al wat opgegeven een geschikt persoon daarvoor te vinden.
In 2010 was Wessels te horen op het album Death & Legacy van de Oostenrijkse metalband Serenity. Hierop zingt ze een duet (Serenade of Flames) met Georg Neuhauser, de zanger van Serenity.
Wessels heeft in 2011 medewerking verleend aan het album Nine Paths van Knight Area. Ze zingt op het album een duet (Please Come Home) met Mark Smit, de zanger van Knight Area. In datzelfde jaar verleende ze medewerking aan het album The Quiet Resistance van Nemesea, waarop ze een duet (High Enough) doet met Manda Ophuis, de zangeres van Nemesea.

### Solo
In februari 2021 kondigde Wessels aan uit Delain te stappen wegens verschil van inzicht met oprichter Westerholt. Ook de andere leden stapten op. Westerholt kondigde aan alleen verder te gaan met Delain. Wessels heeft vervolgens meerdere solo studioalbums gemaakt: in 2021 en 2022 verschenen Tales From Six Feet Under, Vol. I en Vol. II. Beide albums kenmerken zich in een zeer uiteenlopend palet aan stijlen.
Op 27 maart 2023 bracht ze in samenwerking met Aafke Romeijn  de single "Alles wat ik wil" uit.
In 2024 verscheen haar derde album The Obsession.

## Discografie

### Studioalbums
- Tales From Six Feet Under, Vol. I (2021)
- Tales From Six Feet Under, Vol. II (2022)
- The Obsession (2024)

### Singles & EP's
2021
- Soft Revolution
- Victor
- Superhuman
- Masterpiece
- New Mythology
- Source of the Flame
- Cry Little Sister
- F.S.U.

2022
- Afkicken
- Against All Odds (featuring Timo Somers)
- Human to Ruin
- Toxic
- Venus Rising
- Lizzie (featuring Alissa White-Gluz)
- Alles wat ik wil (featuring Aafke Romeijn)
- Mary on a Cross (Ghost cover — featuring Zora Cock)

### Samenwerkingen
2023
- The Reawakening (Qlimax 2021 Anthem) (met Ran-D)
- Alles wat ik wil (met Aafke Romeijn)

## Trivia
- Wessels' neef, Jord Otto, de broer van DaY-már, is gitarist bij de Nederlandse rockband My Propane.